# Джемини-12
«Джемини-12» — американский пилотируемый космический корабль. Десятый и последний пилотируемый полёт по программе «Джемини».

## Экипажи[3]

### Основной экипаж
- Джеймс Ловелл (англ. James Lovell) — командир (2)
- Эдвин (Базз) Олдрин (англ. Edwin (Buzz) Aldrin) — пилот (1)

### Дублирующий экипаж
- Гордон Купер (англ. Leroy Gordon Cooper) — командир
- Юджин Сернан (англ. Eugene Cernan) — пилот

## Задачи полёта
Основной целью полёта являлось сближение и стыковка с мишенью «Аджена-XII», поднятие её на орбиту высотой 555,6 км и выход в открытый космос. Второстепенные задачи включали 14 различных экспериментов, отработку стыковочных манёвров и автоматической посадки.

## Полёт
Запуск — 11 ноября 1966 года, в 3:46.
Продолжительность полёта — 3 дня 22 ч 34 мин. Максимальная высота орбиты — 301,3 км. Корабль совершил 59 витков вокруг Земли.
Программа полёта выполнена частично. При сближении с мишенью «Аджена-XII» вышел из строя радар и дальнейшее сближение было проведено по методу, который составлял докторскую диссертацию Олдрина в MIT. При расчете манёвров, из-за отказа радара, Олдрин использовал для измерений ручной секстант. Также из-за неполадок с главным двигателем «Аджены» был отменён переход на орбиту с высоким апогеем. Олдрин совершил крайне успешный выход в открытый космос, в ходе которого отрабатывались навыки перемещения и выполнения различных работ, а также был присоединён трос к корпусу «Аджены». Длительность выхода составила 5 ч 30 мин. С помощью присоединённого троса была проведена гравитационная стабилизация связки «Джемини-Аджена». В ходе полёта был выполнен ряд экспериментов. Корабль совершил посадку в автоматическом режиме.
Посадка — 15 ноября 1966 года. Корабль приводнился в 4,8 км от расчётной точки.

## Параметры полёта
- Масса корабля: 3763 кг
- Средняя высота орбиты: 301,3 км
- Наклонение: 28,78°
- Кол-во витков: 59

### Выходы в открытый космос
- Выход — Олдрин
- Открытие люка:
- Окончание:
- Закрытие люка:
- Продолжительность: 5 часов 30 минут